# スターレス
「スターレス」（英: Starless）は、キング・クリムゾンの7枚目のスタジオ・アルバム『レッド』（1974年）の最後に収録されている曲。

## 概要
1969年に『クリムゾン・キングの宮殿』でデビューして以来、メンバーチェンジを繰り返しながら常に新たなサウンドを探求してきた1970年代のキング・クリムゾンの最後を締めくくるにふさわしい壮大な楽曲である。プログレッシブ・ロックはイエスの『危機』（1972年）やピンク・フロイドの『狂気』（1973年）などの代表作によって1970年代前半に最高潮に達していた。しかし1970年代半ばからパンク・ロックが台頭すると、その人気、音楽性ともに衰退の一途をたどった。「スターレス」はそのような衰退が始まる寸前の1974年に発表され、プログレッシブ・ロックの鎮魂歌とも称される重要な作品になった。
アメリカの音楽誌ピッチフォークは、本作を「キング・クリムゾンが録音した曲の中で最も素晴らしいもの」と絶賛している。また、イギリスの音楽誌ラウダー・サウンドは、史上最高のプログレッシブ・ロックソング100曲の中から、本作を第9位に選出した。
2014年に始まったトリプルドラム期にも再びレパートリーとして取り上げられ、アンコールの最後で披露されることが多くなった。「最後の世界ツアー」とアナウンスされた2021年の「MUSIC IS OUR FRIEND」ツアーでも度々披露され、世界最終公演となった同年12月8日の東京公演（渋谷オーチャードホール）ではアンコールの最後に演奏されて彼等の歴史を締めくくった。

## 制作
キング・クリムゾンはロバート・フリップ（ギター、メロトロン）、ジョン・ウェットン（ベース、ヴォーカル）、デヴィッド・クロス（ヴァイオリン、ヴィオラ、メロトロン）、ビル・ブルーフォード（ドラムス、パーカッション）の4人編成で、1973年3月からほぼ年内一杯をアメリカとヨーロッパのツアーに明け暮れた後、1974年1月7日にジョージ・マーティンがロンドンに所有していたAIRスタジオで新作アルバムの制作を開始した。
ウェットンは以前書いたバラード「Starless And Bible Black」をキング・クリムゾンの新曲として録音しようと考えた。彼はこの原題を詩人ディラン・トマスのラジオ劇「アンダー・ミルク・ウッド (Under Milk Wood)」の一節から引用した。1月末、彼はドイツ在住の作詞家で前作『太陽と戦慄』（1973年）からキング・クリムゾンの楽曲の作詞を引き受けるようになった同郷の旧友リチャード・パーマー・ジェイムスと共に同曲を書き直し、2月1日には両親の家でピアノとカセット・レコーダーを用いてデモ・テープを作成した。3月上旬に4日間に渡って行なわれたリハーサルで、彼はアコースティック・ギターを弾いて同曲をメンバーに披露したが、期待に反してフリップとブルーフォードは同曲を嫌って録音を拒否した。結局「Starless And Bible Black」という原題だけが採用され、アルバム・タイトルと収録曲の一つである即興のインストゥルメンタルのタイトルに流用された。
リハーサルのわずか数日後、ウェットンはフリップ達に頼まれて同曲を再び披露した。その結果、一度は葬り去られたはずの同曲はフリップとクロスが書いたメロディとコード、ブルーフォードが自宅でピアノを弾いて書いたエイトノートのベースのモチーフが付け加えられて、3月15日のリハーサルを経て10分を超える大作に生まれ変わった。彼等は同月にアルバム『暗黒の世界』を発表すると、3月19日から4月2日までヨーロッパ・ツアー、4月11日から7月1日まで北米ツアーを敢行して精力的な活動を繰り広げ、本作を未発表曲として披露した。
クラシック音楽畑出身のクロスは会場の音響の不備やロックならではの大音量に疲弊し、ツアー終了と同時に脱退した。フリップら3人は帰国直後の7月8日にロンドンのオリンピック・サウンド・スタジオに入り、8月にかけて新作アルバムをレコーディングした。本作も収録されることになり、パーマー・ジェイムスによって歌詞の一部が再度手直しされ、冒頭のヴァイオリンのパートがギターに置き換えられ、元メンバーのイアン・マクドナルドとメル・コリンズをゲストのサクソフォーン奏者に迎えて制作された。前作に収録されたインストゥルメンタル「Starless And Bible Black」との混同を避けるために曲名が「Starless」に短縮された。

## 構成
本作の長さは12分18秒で、アルバム『レッド』の収録曲の中で最長である。前半はメロトロンとギターの主題で始まり、サックスを絡めた抒情的なボーカル曲である。中間部は、4分の13拍子で構築される。ウェットンのベースから始まり、フリップが2本の弦で単音のフレーズを反復させ、ブルーフォードの不規則なパーカッションが加わって徐々に緊張を高めていく。後半は、再びサックスが加わってスピード感のあるジャジーなサウンドに一変し、激しいギター、ベース、緻密なドラミングは、8分の13拍子までテンポを上げる。最後は、前半のメロディーをリプライズし、メロトロンとサックスの主題で幕を閉じる。

## カバー
「スターレス」はニール・モーズ、マイク・ポートノイなどによってカバーされている。作曲家クレイグ・アームストロングのアルバム『As If to Nothing』（2002年）では「Starless II」として収録されている。元メンバーのイアン・ウォーレスが結成したCrimson Jazz Trioのアルバム『King Crimson Songbook Volume One』（2005年）ではジャズのアレンジが施された。
ライブ演奏では、ウェットンが結成したスーパーグループのエイジア、彼がゲストボーカリストを務めたハンガリーのシンフォニック・ロックバンドのアフター・クライング、マクドナルドとコリンズが参加したトリビュートバンドの21stセンチュリー・スキッツォイド・バンドがカバーした。
日本では俳優の髙嶋政宏がソロシングル「こわれるくらい抱きしめたい」のB面で、ANTHEMの柴田直人がカバーアルバム『STAND PROUD! II』（1999年）で取り上げた。モルゴーア・クァルテットは弦楽四重奏に編曲した。

## 備考
- 2018年に公開されたニコラス・ケイジ主演の映画『マンディ 地獄のロード・ウォリアー』のオープニングで、冒頭部分が使用されている[16]。

## パーソネル
- ジョン・ウェットン - ボーカル、ベース
- ロバート・フリップ - ギター、メロトロン
- ビル・ブルーフォード - ドラムス、パーカッション

ゲスト
- メル・コリンズ - ソプラノ・サックス
- イアン・マクドナルド - アルト・サックス
- クレジットなし - チェロ、コントラバス